# Jolly Cola
Jolly Cola est une copie du coca-cola, fabriquée au Danemark ; son taux de sucre est élevé.  Dans les dernières années, le Jolly Cola a acquis un statut culte en raison de son caractère un peu kitsch. Il est produit par la compagnie Lærdal depuis les années 1960.